# Schweizer Skimeisterschaften 1936
Die Schweizer Skimeisterschaften 1936 fanden vom 28. Februar bis zum 1. März 1936 in Davos und am 23. Februar 1936 in Wildhaus statt. Ausgetragen wurden im Skilanglauf die Distanzen 16 km und 50 km. Beim 16-km-Lauf wurde Kilian Ogi und beim 50-km-Lauf Victor Borghi Erster. Das Skispringen gewann der Norweger Rolf Kaarby. Im Ski Alpin wurden die Disziplinen Abfahrt und Slalom ausgetragen. Dabei gewann Hans Schlunegger die Abfahrt und Jacques Ettinger das Slalomrennen. Bei den Frauen siegte Nini von Arx-Zogg in der Abfahrt und im Slalom und somit auch in der Kombinationswertung. Schweizer Skimeister wurde Willy Bernath, der die Vierer Kombinationswertung gewann.

## Vierer Kombination Männer
Die Kombination wurde über eine Punktewertung aus den Ergebnissen von Abfahrt, Skisprung, 16-km-Lauf und Slalom berechnet.
| Platz | Name             | Verein         | Punkte |
| ----- | ---------------- | -------------- | ------ |
| 01    | Willy Bernath    | Chaux-de-Fonds | 80,91  |
| 02    | Rolf Kaarby      | Norwegen       | 81,66  |
| 03    | Heinz von Allmen | Wengen         | 86,60  |
| 04    | Walter Prager    | Arosa          | 97,77  |
| 05    | Oswald Julen     | Zermatt        | 108,55 |
| 06    | Hans Schlunegger | Wengen         | 113,82 |

## Skilanglauf

### 16 km
| Platz | Name               | Verein         | Zeit (std) |
| ----- | ------------------ | -------------- | ---------- |
| 01    | Kilian Ogi         | SC Kandersteg  | 1:26:09    |
| 02    | Ernst Berger       | Zürich         | 1:27:22    |
| 03    | August Sonderegger | St. Gallen     | 1:27:49    |
| 04    | Robert Gindre      | Frankreich     | 1:27:52    |
| 05    | Willy Bernath      | Chaux-de-Fonds | 1:28:08    |
| 06    | Alfred Limacher    | Luzern         | 1:28:30    |
| 07    | Adolf Freiburghaus | Chaux-de-Fonds | 1:29:13    |
| 08    | Adolf Ogi          | SC Kandersteg  | 1:29:18    |

Datum: Samstag, 29. Februar 1936
  Kilian Ogi aus Kandersteg holte mit einer Zeit von 1:26:09 Stunden und mit einer Minute und 13 Sekunden Vorsprung auf Ernst Berger den Schweizer Meistertitel. Der Vorjahressieger Adolf Freiburghaus wurde mit drei Minuten und vier Sekunden Rückstand auf dem Sieger Siebter.

### 50 km
| Platz | Name          | Verein         | Zeit (std) |
| ----- | ------------- | -------------- | ---------- |
| 01    | Victor Borghi | Les Diablerets | 2:56:13    |
| 02    | Eduard Müller | Zürich         | 3:01:12    |
| 03    | Willy Meier   | St. Gallen     | 3:04:55    |
| 04    | Peter Künzi   | SC Kandersteg  | 3:07:54    |
| 05    | Max Hauswirth | Lausanne       | 3:09:27    |
| 06    | Max Schneider | Zürich         | 3:15:29    |

Datum: Sonntag, 23. Februar 1936

 Den mit 48 Läufern gestarteten 50-km-Lauf gewann Victor Borghi aus Les Diablerets in einer Zeit von 2:56,13 Stunden und mit vier Minuten und 59 Sekunden Vorsprung auf Eduard Müller.

## Skispringen

### Normalschanze
| Platz | Name           | Verein      | Punkte |
| ----- | -------------- | ----------- | ------ |
| 01    | Rolf Kaarby    | Norwegen    | 224,5  |
| 02    | Marcel Reymond | Neuenburg   | 221,2  |
| 03    | Fritz Kaufmann | Grindelwald | 205    |
| 04    | Richard Bühler | St. Croix   | 204,6  |
| 05    | Paul Maurer    | SC Davos    | 202,7  |
| 06    | Bruno Trojani  | Gstaad      | 198,2  |

Datum: Samstag, 29. Februar 1936

Der Norweger Rolf Kaarby gewann auf der Bolgenschanze mit Weiten von 70 und 68 Metern vor Marcel Reymond und Fritz Kaufmann.

## Ski Alpin

### Männer

#### Abfahrt
| Platz | Name             | Verein     | Zeit (min) |
| ----- | ---------------- | ---------- | ---------- |
| 01    | Hans Schlunegger | Wengen     | 4:45,5     |
| 02    | Rudolf Rominger  | St. Moritz | 4:46,3     |
| 03    | Karl Graf        | Wengen     | 4:49,4     |
| 04    | Walter Prager    | SC Davos   | 5:04,0     |
| 05    | Hans Zogg        | Arosa      | 5:04,7     |
| 06    | Heinz von Allmen | Wengen     | 5:08,1     |

Datum: Freitag, 28. Februar 1936

#### Slalom
| Platz | Name             | Verein     | Zeit (min) |
| ----- | ---------------- | ---------- | ---------- |
| 01    | Jacques Ettinger | SC Davos   | 2:26,7     |
| 02    | Rudolf Rominger  | St. Moritz | 2:33,7     |
| 03    | Heinz von Allmen | Mürren     | 2:34,3     |
| 04    | Arnold Glatthard | Scheidegg  | 2:35,6     |
| 05    | Adolf Rubi       | Wengen     | 2:37,3     |
| 06    | Max Bertsch      | SC Davos   | 2:41,6     |

Datum: Samstag, 29. März 1936

### Frauen

#### Abfahrt
| Platz | Name               | Verein    | Zeit (min) |
| ----- | ------------------ | --------- | ---------- |
| 01    | Nini von Arx-Zogg  | Arosa     | 5:19,1     |
| 02    | Niny Sutter        | SC Davos  | 5:24,7     |
| 03    | Dina Küenzli       | SC Davos  | 5:53,4     |
| 04    | Margrit Bertsch    | SC Davos  | 6:02,3     |
| 05    | Marcelle Bühler    | Uzwil     | 6:15,8     |
| 06    | Gabrielle Odermatt | Engelberg | 6:21,5     |

Datum: Freitag, 28. Februar 1936

#### Slalom
| Platz | Name              | Verein     | Zeit (min) |
| ----- | ----------------- | ---------- | ---------- |
| 01    | Nini von Arx-Zogg | Arosa      | 2:48,7     |
| 02    | Dina Küenzli      | SC Davos   | 3:01,8     |
| 03    | Elvira Osirnig    | St. Moritz | 3:13,8     |
| 04    | Marcelle Bühler   | Uzwil      | 3:13,9     |
| 05    | Margrit Bertsch   | SC Davos   | 3:34,0     |

Datum: Sonntag, 1. März 1936

#### Kombination
Die Kombination wurde über eine Punktewertung aus den Ergebnissen von Abfahrt und Slalom berechnet.
| Platz | Name               | Verein     | Punkte |
| ----- | ------------------ | ---------- | ------ |
| 01    | Nini von Arx-Zogg  | Arosa      | 0      |
| 02    | Dina Küenzli       | SC Davos   | 15,07  |
| 03    | Marcelle Bühler    | Uzwil      | 26,14  |
| 04    | Margrit Bertsch    | SC Davos   | 29,25  |
| 05    | Gabrielle Odermatt | Engelberg  | 31,95  |
| 06    | Elvira Osirnig     | St. Moritz | 34,82  |

Datum: Freitag, 28. Februar 1936 und Sonntag, 1. März 1936